# Mencshely
Mencshely község Veszprém vármegyében, a Veszprémi járásban. Nevezik háromtornyú falunak is, mivel három felekezetnek is van temploma a településen.

## Fekvése

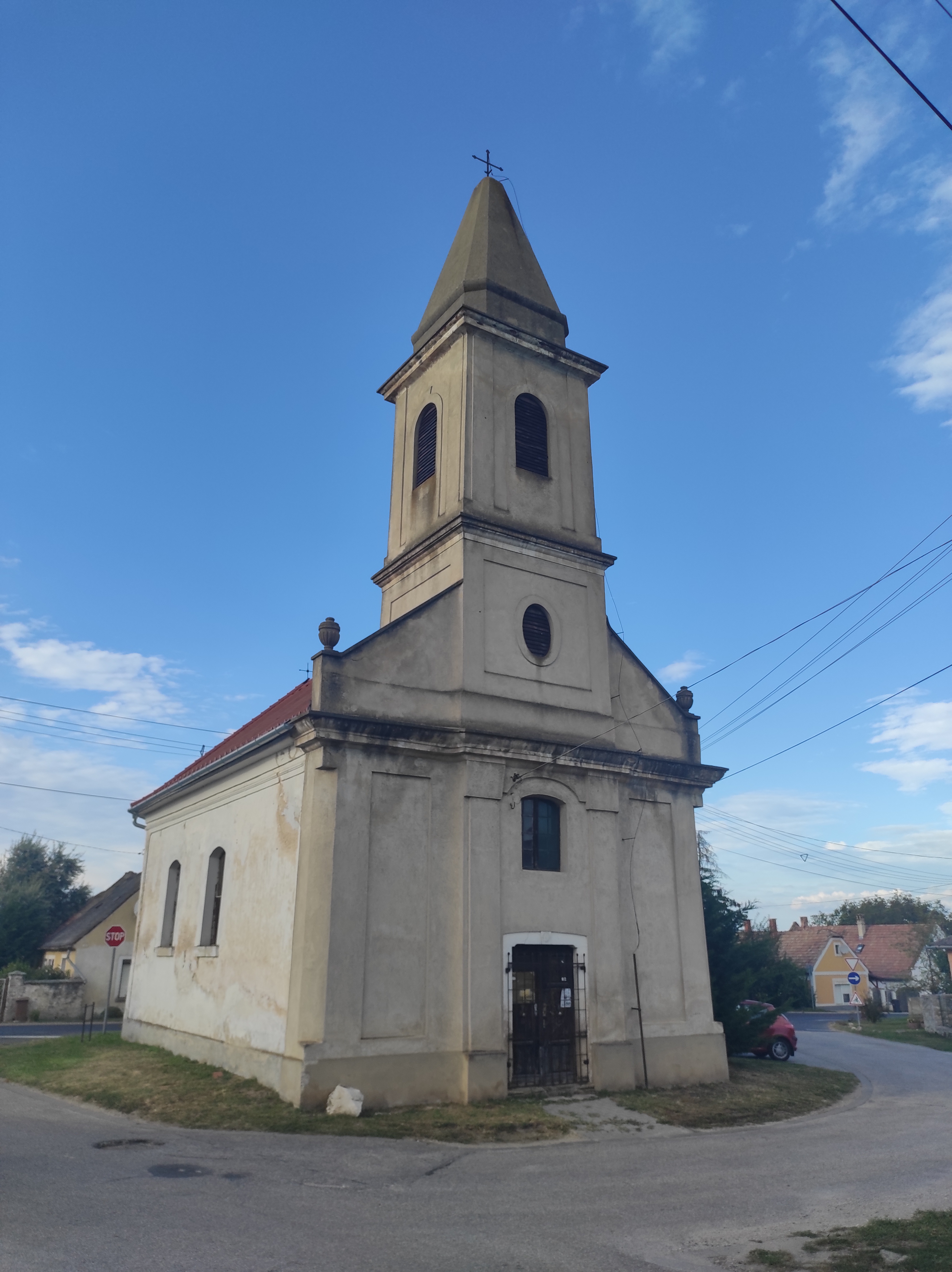
A Szentháromság katolikus templom

Mencshely a Vázsonyi-síkság és a Balaton-felvidéki hegyek találkozásánál elhelyezkedő település Veszprém vármegyében, a Balaton-felvidék északi határán. A Balatontól 11, Nagyvázsonytól 4 kilométerre található. Főutcája a Zánka és Nagyvázsony között húzódó 7312-es út, utóbbiból itt ágazik ki a 73 112-es számú mellékút Dörgicse Felsődörgicse településrésze és a 7338-as út felé.

## Története
Területe a kőkorszaktól bizonyíthatóan lakott volt, de a régiek nem a mai falu helyét, hanem az attól kissé északkeletre fekvő Ragonya nevű határrészt és a falutól keletre eső Berki-kút környékét részesítették előnyben. E második területen a későbbi időkből római villa rustica (parasztgazdaság) romjai kerültek elő számos Nagy Konstantin korabeli pénzérmével. A község első hiteles középkori említése egy 1269-ben kelt oklevélben található.
A település kialakulásáról nem rendelkezünk hiteles adatokkal. Neve, amely eredetileg Mencsel vagy Mencsely alakban élt egészen a 19. századig, bizonytalan eredetű. Egyes feltevések szerint német személynévből keletkezett: valószínű alakja Menzli vagy Mentzelin lehetett. A puszta személynévből történő helynévadás magyar sajátosság, a legkorábbi településneveink keletkeztek így. A 12–13. században megjelentek, majd kizárólagossá váltak a személynevekből -falva, -telke utótaggal képzett magyar helynevek. Ha tehát elfogadjuk a Mencsel név személynévi eredetét, a település kialakulásának idejét a 10–11. századra tehetjük. Ezt a keltezést látszik alátámasztani az a tény is, hogy a község az akkori országterület egyik legfejlettebb részén, a Balaton-felvidéken helyezkedik el. Itt korán tért hódított a kereszténység, s első fennmaradt okleveleink is, amelyek erre a területre vonatkoznak, már kialakult településszerkezetet tárnak elénk, még ha magát a községet nem is említik. A mai változat, a Mencshely népi etimológiával keletkezett az eredeti Mencselből. Ennek a népi etimológiának a magyarázatát a következőképp írta le az író Lampérth Géza (1873–1934), a falu szülötte:

„Azok a magyarok, akik őseik hitét nem akarták az új hitért elhagyni, fellázadtak István király ellen. Kupa somogyi vezér állt a lázadók élére és hatalmas sereget vezetett Veszprém vára alá, ahol akkor István király feleségével, Gizellával együtt tartózkodott. István király, mielőtt az ostrom megkezdődött volna, nejét kiszöktette a várból, hogy valamelyik faluban biztonságba helyezze. Már jól elhagyták Veszprémet, és Vázsony körül jártak. Ekkor a király hátratekintve rémülten vette észre, hogy a lázadók egy csapata üldözőbe fogta őket. Megsarkantyúzta lovát, hirtelen a közeli rengetegbe vágtatott. Mire üldözői odaértek, már nyomát vesztették. Egy ősz remete lakott a rengetegben, arra bízta feleségét, míg a rend és béke helyreáll. Ott is maradt Gizella királyné a remete kunyhójában, míg István a lázadó Kupa vezér seregét széjjelverte, és helyreállította az ország nyugalmát.
Ekkor aztán hálából megmeneküléséért kápolnát építtetett arra a helyre, ahol a remetekunyhó állt, és elnevezte azt Menedékhelynek vagy Ments-helynek, mivelhogy ott menekült meg a haláltól.
Itt állt a kápolna, ahol most a falu van, és attól kapta nevét a falu is.”

Középkori temploma – amelynek kibővítésével épült a jelenlegi evangélikus templom – feltehetően a 12–13. században épülhetett. Mencshely lakossága a török idők előtt a középkorban is nagyrészt nemesemberekből állt, hozzájuk csatlakoztak a végvárakból leszerelt, nemességet kapott katonák és családjaik.
Az 1800-as években a falu elöljáróságában csak a legtekintélyesebb nemesi családok tagjai vehettek részt, mint az Antal, Bertalan, Bocskai, Fülöp, Isó, Ódor és Sándor családok. A legrégebbi fennmaradt Mencshely nemesi összeírása „Anno 1666 január Taxati Nobiles” néven a veszprémi megyei levéltárban megtalálható.

## Közélete

### Polgármesterei
- 1990–1994: Egyed László (független)[4]
- 1994–1998: Bocskay Rudolf (független)[5]
- 1998–2002: Tóbiás Ilona (független)[6]
- 2002–2006: Tóbiás Ilona (független)[7]
- 2006–2010: Tóbiás Ilona (független)[8]
- 2010–2014: Rauch Csaba (független)[9]
- 2014–2019: Rauch Csaba (független)[10]
- 2019–2024: Szabó Zoltán (független)[11]
- 2024– : Szabó Zoltán László (független)[1]

## Népessége
A település népességének változása:
| Lakosok száma | 239  | 232  | 223  | 267  | 285  | 301  | 300  |
|               | 2013 | 2014 | 2015 | 2021 | 2022 | 2023 | 2024 |

A 2011-es népszámlálás során a lakosok 93,5%-a magyarnak, 11,7% cigánynak mondta magát (6,5% nem nyilatkozott; a kettős identitások miatt a végösszeg nagyobb lehet 100%-nál). A vallási megoszlás a következő volt: római katolikus 41,4%, evangélikus 17,7%, református 7,4%, görögkatolikus 1,7%, felekezeten kívüli 7,8% (24,2% nem nyilatkozott).
2022-ben a lakosság 83,5%-a vallotta magát magyarnak, 3,9% cigánynak, 2,8% németnek, 0,4% görögnek, 3,2% egyéb, nem hazai nemzetiségűnek (15,1% nem nyilatkozott; a kettős identitások miatt a végösszeg nagyobb lehet 100%-nál). Vallásuk szerint 25,3% volt római katolikus, 10,5% evangélikus, 2,5% református, 1,1% görög katolikus, 1,1% egyéb keresztény, 12,3% felekezeten kívüli (47% nem válaszolt).

## Nevezetességei
- Evangélikus templom, Kossuth utca
- Gályarab emlékmű, az evangélikus templom kertjében
- Református templom, Petőfi S. utca
- Falumúzeum
- Kopjafa Blajsza János tiszteletére
- Római katolikus templom (Szentháromság), Fő utca
- Ódor-kúria Kossuth u. 20.
- Népi lakóház Petőfi u. 53.
- Kossuth-kilátó a Halom-hegyen

- Az evangélikus templom belülről
- A református templom
- Gályarabságot szenvedett evangélikus lelkipásztorok emlékműve
- A katolikus templom belülről
- Falumúzeum
- Kossuth-kilátó

## Ismert személyek
Itt született
- Balassa Gábor (1783–1851) római katolikus pap, szombathelyi püspök
- Zábrák Dénes (1852–1913) evangélikus lelkész
- Lampérth Géza (1873–1934) költő, író, színpadi szerző
- Kertész Jenő (1889–1969) fogorvos, az orvostudományok kandidátusa (1957)